# ستيفن جرينهالغ
ستيفن جرينهالغ (بالإنجليزية: Stephen Greenhalgh)‏ هو شخصية أعمال وسياسي بريطاني، ولد في 4 سبتمبر 1967. حزبياً، نشط في حزب المحافظين.